# Synagoga Ba’na w Safedzie
Synagoga Ba’na w Safedzie – czynna synagoga w Safedzie, na północy Izraela. Znajduje się przy ulicy Jud Alef na Starym Mieście. Synagoga nosi imię pochowanego tu rabina, zwanego Budowniczym.

## Historia
Synagoga została wybudowana pod koniec XV wieku. Nazwano ją na cześć pochowanego w pobliżu rabina Jossi Ba’najasza (z III wieku), zwanego Budowniczym. Jest ona również nazywana Sanktuarium Białego Świętego. Legenda mówi, że gdy Arabowie nakazali Żydom, by podczas obchodzenia święta Jom Kipur używali wyłącznie kogutów lub kur z białymi piórami, wpadli oni w rozpacz i modlili się u grobu rabina Ba’najasza o wskazówkę, jak mają postąpić. W sposób cudowny wszystkie czarne kury zmieniły się wówczas na śnieżnobiałe. Dla upamiętnienia tego wydarzenia wybudowano synagogę. Podczas trzęsienia ziemi na Bliskim Wschodzie (1759) i trzęsienia ziemi w Galilei (1837) została poważnie uszkodzona. Cudem nie uległa zniszczeniu południowa ściana, na której znajdował się Aron ha-kodesz. Po każdym trzęsieniu ziemi synagogę odbudowywano. W XIX wieku wykonano drewniane elementy dekoracyjne wnętrza, które należą do najpiękniejszych w Safedzie.

## Architektura
Synagoga jest okazałym kamiennym budynkiem, położonym powyżej starego cmentarza w Safedzie. Kompleks synagogi obejmuje kilka dziedzińców, mykwę, jesziwę oraz grobowiec rabina Jossi Ba’najasza. Wnętrze i meble są jednymi z najpiękniejszych w synagogach Safedu. Wzdłuż ścian umieszczono kamienne ławy, a podłoga jest wybrukowana kamienną kostką. Pośrodku znajduje się drewniane podwyższenie z bimą w stylu tureckim. Na południowej ścianie, najbliższej Jerozolimy, jest Aron ha-kodesz. Drewniany stop jest ozdobiony licznymi obrazami. Całość stanowi arcydzieło judaistycznej architektury.

## Nabożeństwa
Współcześnie synagoga służy jako miejsce modlitw dla chasydów i Żydów sefardyjskich. Odbywają się w niej regularne modlitwy, wykłady, ćwiczenia i różnorodne zajęcia edukacyjne. Jest ona zazwyczaj zamknięta dla turystów.